# Germán Rodríguez Arias
Germán Rodríguez Arias (Barcelona, 1902 - Barcelona, 31 de julio de 1987) fue un arquitecto y diseñador racionalista español, miembro del GATCPAC.

## Biografía

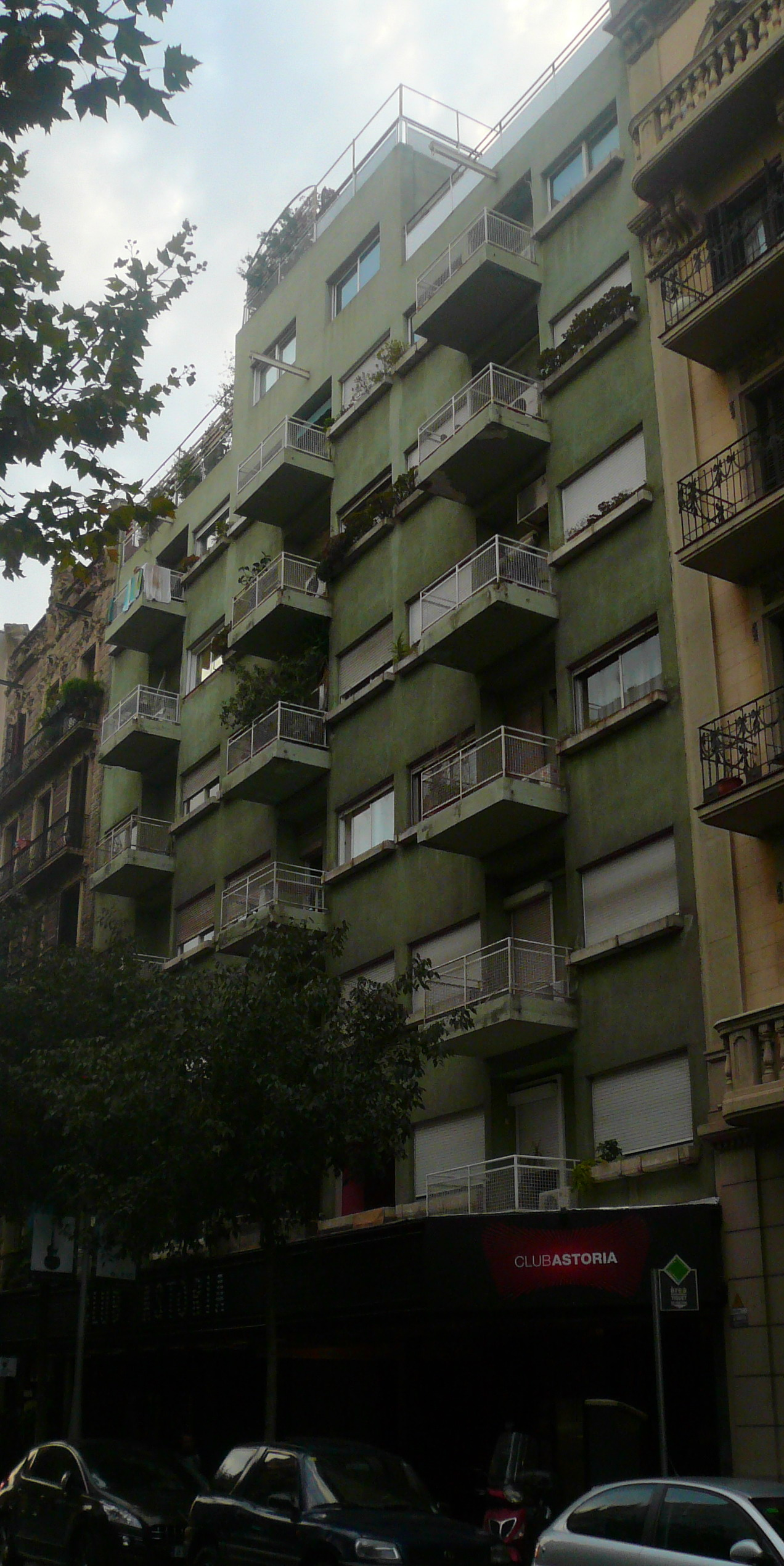
Edificio Astoria (1933-1934)

Se graduó en 1926; fue uno de los introductores del racionalismo en Cataluña y socio fundador del GATCPAC, junto con Josep Lluís Sert, Ricardo de Churruca, Josep Torres Clavé y Sixte Illescas, entre otros. Fue miembro de sus distintas juntas directivas e intervino en los proyectos firmados por el colectivo. Entre sus primeras obras destacan el edificio de viviendas de Via Augusta, 61 (1931), el edificio Astoria en la calle de París, 193 (1933-1934); con Churruca firmó el edificio Diagonal-Enrique Granados-París (1935-1940); todas estas obras, en Barcelona, siguen los postulados de la Bauhaus. Tras la Guerra Civil, se exilió en México y más tarde en Chile, donde trabajó asociado con el madrileño Fernando Echevarría, dedicándose fundamentalmente al diseño de interiores y de mobiliario.

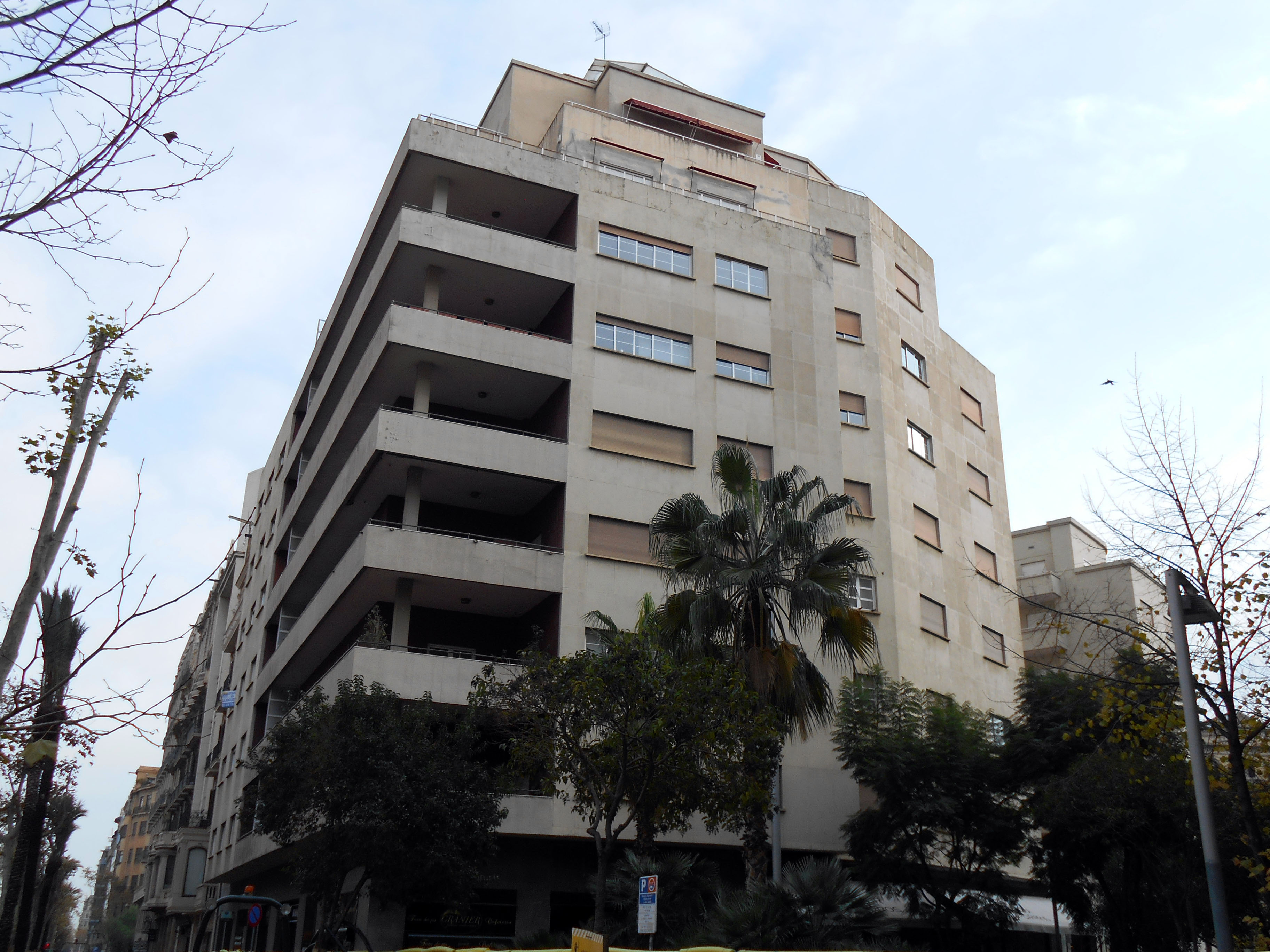
Bloc Diagonal (1935-1940)

En Santiago de Chile proyectó el Café Miraflores, punto de encuentro de los intelectuales españoles en la ciudad. El mobiliario, de inspiración ibicenca, tuvo gran éxito, por lo que fundó en 1943 con Cristian Aguadé y el escultor Claudio Tarragó la empresa Muebles Sur, que fabricaba muebles de inspiración mediterránea con madera de pino. La empresa se consolidó rápidamente y aún hoy es un referente del diseño en Chile. Pablo Neruda, habitual del Café Miraflores, le encargó diversas obras, como la ampliación de su refugio en Isla Negra (1943-1948), La Chascona (1952-1956) o la casa del poeta al pie del Cerro San Cristóbal, en Santiago; posteriormente, Neruda las modificó.

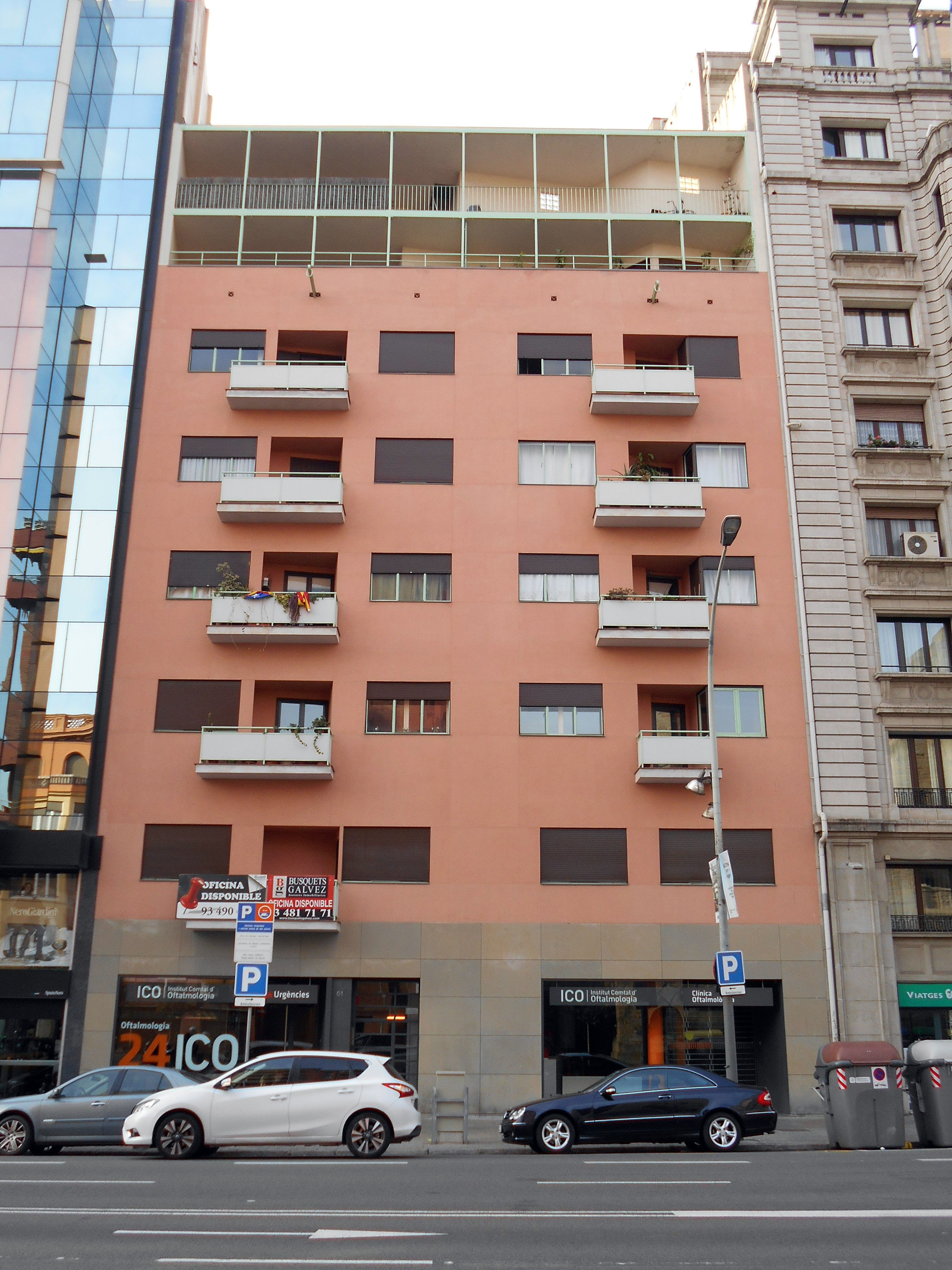
Via Augusta, 61 (1931)

Obras destacadas durante su exilio en Chile fueron el Cine Central de Chillán o los Laboratorios Benguerel en Santiago. También proyectó y construyó una serie de refugios y casas de montaña en la estación de esquí de Farellones, la mayoría para catalanes exiliados. En 1957 fijó su residencia en Ibiza, en Portinatx, donde proyectó hoteles, urbanizaciones y viviendas unifamiliares. De esta etapa, es de destacar su propia casa (1964-1965), y las casas que realizó en la urbanización de Punta Martinet (1966-1971).